# Umrežavalo
Umrežavalo ili umreživalo je reaktivni spoj koji u proizvodnji duromera dodajemo pretpolimerima (smolama) radi nepovratnog povezivanja i otvrdnjivanja viskoznih i lakotaljivih smola u čvrste, tvrde i toplinski postojane materijale.